# 鮑のし
『鮑のし』（あわびのし）は、古典落語の演目の一つ。『鮑貝（あわびがい）』『祝いのし』とも。
主人公が祝儀にアワビを持っていってしまったことで起こった騒動を描く。元々は上方落語の演目。落ち（サゲ）の原話は米沢彦八が1703年（元禄16年）に出版した『軽口御前男』の第1巻11話「見立ての文字」。「せむしなる人」が煙管で煙草を吸っていると、友人が「その姿はまるで杖突きの乃の字だ」と言ってからかい、その言葉に怒って煙管を小脇にかい込むと「それでは『及』という字だ」とさらにからかわれる、という内容である。

## あらすじ
甚兵衛（上方では喜六）はついでに生きているようなおめでたい男。今日も「お城の堀に乙姫様が現れる」とだまされ、仕事を放り出して堀の前で過ごしているありさまで、稼ぎが一銭もなく、飯が食えない。すっかり腹を減らして家に帰り、妻に「何か食わしてくれ」とせがむと、妻は
「おまんまが食いたかったら佐々木さんちで五十銭借りてきな」
という。甚兵衛は、以前佐々木さんに金を借りに行ってすげなく断られたことがあったので不安に思うが、「ウチのかみさんが借りるんです」と伝えると、すんなり貸してくれた。理由はかみさんはお金を貸してもちゃんと返してくれるが、甚兵衛はちゃんと返した事がなく、信用出来ならであったが納得しかねるまま家に帰ると、今度は「魚屋へ行き、その金で鯛の尾頭付きを買って来い」と命じられる。
「今日、大家さんの息子さんが嫁を迎えるんだよ。そのお祝いだと言って大家さんに尾頭付きを持って行けば、お返しにお金を一円ほどくれるだろうから、その金で米を買って飯を食わせてやる」
ところが、魚屋に行くと鯛は五円するので、買えない。しかたなく、アワビ三杯を五十銭でなんとか買ってきた。妻は渋い顔をしたが、仕方がないとあきらめて、今度は大家のところで言う口上を教える。
「こんちはいいお天気でございます。承（うけたまわ）りますれば、お宅さまの若だんなさまにお嫁御さまがおいでになるそうで、おめでとうございます。いずれ長屋からつなぎ（長屋全体からの祝儀）が参りますけれど、これはそのほか（個人としての祝い）でございます」
「つなぎ」を強調し、何とか金をもらって来い、と妻は必死に口上を覚えさせて甚兵衛さんを送り出す。
甚兵衛は大家に会うなり、いきなり大声で「一円くれ!」。その後「こんちは」を連発したり、「承りますれば」を「ウケマタマタガレ」などと言い間違えたりしながらも、何とか口上を言いきってアワビを差し出したが、大家は怒って、これは受け取れないと言い出した。
「アワビはな、またの名を『片貝』ともいい、縁起の悪い貝なんだ。『磯の鮑の片思い』という言葉もある。うちの息子を別れさせたいのか」
甚兵衛はアワビを投げつけられ、追い出されてしまった。すごすご帰る途中で、甚兵衛は親分と会った。話を聞いた親分は、ひとつ意趣返しをしてやれ、と知恵を授けた。
「祝い物には『のし』ってやつが付いているだろう、あれの原料はアワビなんだよ。伊勢の海女が深い海に潜り、命からがら取ってきたアワビをムシロに並べて、それを仲のいい夫婦の布団の下に一晩敷いて、のしに仕上げるのだ。そんなめでたいアワビを、なんで受け取らないのだ!! そう言って怒鳴り込んでやれ。土足で座敷に駆け上がって、クルッと尻をまくってやれ!」
「今、ふんどし締めてねぇ」
親方はさらに続ける。「あの大家の事だから、ついでにこんな質問をしてくるだろう。『アワビの代用に、仮名で、のし、とつながった形で書いたやつ（わらびのしなど）があるが、あれは何だ?』って聞いてくるだろうから、こう言ってやるんだよ。『あれはアワビのむきかけです』ってな」
知恵をつけられて、やる気になった甚兵衛は激しい勢いで大家宅へ突入。土足で座敷に上がり込み、
「クルッと尻をまくってやりたいところだが、事情があって今日はできねぇ。よく聞けェ」
所々つっかえながらも、何とかのしの由来を言いきった甚兵衛。感心した大家は、「もう一円上げるから、ついでに……」と親分の予想通りの質問をし、甚兵衛はひるまず首尾よく答えた。
「なるほど。じゃあ今度は二円あげるから、もう一つ。一本杖をついたような『乃し』と書かれたのがあるが、あれは一体何だ」
「えっ、あの、それは……。ああ、アワビのお爺さんでしょう」

## バリエーション
上方では大家の質問と主人公の解答がもう少し長く、「生貝をひっくり返してみなはれ。裏は『乃し』の形になっている」「ほんなら『たすきのし』（松葉のし）は?」「生貝のヒモ」と親方に教わった通りに答えるが、「ほんなら片仮名のような、省略した、チョイチョイとしたやつは?」「それは……釜に入れて蒸す時にアワビがぼやく（不平を言う）音」と苦し紛れの返答をしてしまい、「貝がぼやくか」「他の貝なら口を開いてしまうので」という落ちにしている。
「乃し」の落ちが時代とともに少々わかりにくくなったため、5代目古今亭志ん生は「クルッと尻をまくってやりたいところだが、事情があって今日はできねぇ」の箇所で終わらせた。
2代目桂春団治は、冒頭で主人公が「あのー。向かいのねえハン。うちの嬶（かか）、あんたとこ来てまへんか」と女房を大声で探し歩いて逆に「あほ! 大きな声で『うちの嬶アー、嬶、嬶』て、我（わ）が嬶売りに歩いてんのか!」と叱られる。これは3代目桂春団治にも伝わっている。3代目春団治の演出ではふんどしのない甚兵衛が構わず尻をまくり、「いよっと。おら糞ったれめが、……ええ、ホンマむかつくなあ。腹が減ってるさかい、何も出えへんがな」と悔しがる。

## 主な演者

### 物故者
- 2代目桂春団治
- 3代目桂春団治
- 5代目古今亭志ん生
- 10代目金原亭馬生
- 2代目古今亭圓菊

### 現役
- 林家木久扇
- 三遊亭小遊三
- 橘家半蔵
- 三遊亭若圓歌
- 立川志らく
- 柳家一琴
- 3代目古今亭圓菊
- 林家彦いち
- 4代目隅田川馬石
- 三遊亭遊馬
- 金原亭小馬生
- 林家はな平